# 1287
1287（千二百八十七、せんにひゃくはちじゅうなな）は自然数、また整数において、1286の次で1288の前の数である。

## 性質
- 1287は合成数であり、約数は 1, 3, 9, 11, 13, 33, 39, 99, 117, 143, 429, 1287 である。
  - 約数の和は2184。
- 1/1287 ＝ 0.000777... (下線部は循環節で長さは6)
  - 逆数が循環小数になる数で循環節が6になる117番目の数である。1つ前は1260、次は1295。
- 1287 = 9 × 11 × 13
  - 3連続の奇数の積で表せる5番目の数である。1つ前は693、次は2145。
- 各位の和が18になる63番目の数である。1つ前は1278、次は1296。
- 1287 = 33 + 43 + 53 + 63 + 73 + 83
  - 6連続整数の立方和で表せる数である。1つ前は783、次は1989。
- 1287 = 362 − 9
  - n = 36 のときの n2 − 9 の値とみたとき1つ前は1216、次は1360。(オンライン整数列大辞典の数列 A028560)

## その他 1287 に関連すること
- 西暦1287年
- HBCラジオ札幌局の周波数は1287kHzである。